# Astra (satélite)
Astra é uma frota de satélites de comunicação, geoestacionários tanto individualmente como em grupo, que são de propriedade e operado pela SES S.A., uma operadora global de satélite com sede em Betzdorf, no leste de Luxemburgo. O nome é também usado para descrever o sistema de transmissão de pan-europeu fornecida por esses satélites, os canais efetuados sobre eles, e ainda o equipamento de recepção.
Desde o lançamento do Astra 1A em 1988 os satélites Astra eram de propriedade e operado pela Société Européenne des Satellites (SES). Em 2001, a SES Astra, uma subsidiária recém-formada da SES, operava os satélites Astra e em setembro de 2011, a SES Astra foi consolidada de volta para a empresa-mãe.
Os satélites Astra transmitem quase 2.400 canais digitais de televisão e rádio via satélite a partir de cinco principais posições orbitais para as famílias em toda a Europa e Norte da África. Os satélites têm sido fundamentais para o estabelecimento de televisão via satélite e à introdução de TV digital, HDTV, TV 3D e HbbTV na Europa.
Um livro, o High Above, contando a história da criação e desenvolvimento dos satélites Astra e sua contribuição para a evolução da indústria de televisão e mídias Europeias, foi publicado em abril de 2010 para marcar o 25º aniversário da SES.

## Satélites
| Satélite  | Fabricante               | Data do lançamento     | Veículo de lançamento | Estado                           | Nota |
| --------- | ------------------------ | ---------------------- | --------------------- | -------------------------------- | --- |
| Astra 1A  | GE AstroSpace            | 11 de dezembro de 1988 | Ariane 44LP           | Inativo desde dezembro de 2004   | |
| Astra 1B  | GE AstroSpace            | 2 de março de 1991     | Ariane 44LP           | Inativo desde julho de 2006      | |
| Astra 1C  | Hughes                   | 12 de maio de 1993     | Ariane 42L            | Inativo desde julho de 2014      | |
| Astra 1D  | Hughes                   | 1 de novembro de 1994  | Ariane 42P            | Inativo desde novembro de 2021   | O satélite é descrito como "diagnosticador" |
| Astra 1E  | Hughes                   | 19 de outubro de 1995  | Ariane 42L            | Inativo desde junho de 2015      | O satélite está com a capacidade reduzida desde o lançamento do 1KR |
| Astra 1F  | Hughes                   | 8 de abril de 1996     | Proton-K/Blok-DM3     | Inativo desde outubro de 2020    | O satélite é usado pela Gazprom para cobrir a parte ocidental da Rússia |
| Astra 1G  | Hughes                   | 2 de dezembro de 1997  | Proton-K/Blok-DM3     | Inativo desde junho de 2023      | O satélite está enfrentando problemas de energia e só opera com apenas 20 transponders |
| Astra 1H  | Hughes                   | 18 de junho de 1999    | Proton-K/Blok-DM3     | Inativo desde outubro de 2019    | |
| Astra 1K  | Alcatel Space            | 25 de novembro de 2002 | Proton-K/Blok-DM3     | Fracassou                        | Devido a uma falha no veículo lançador o satélite não atingiu a órbita pretendida, o que deixou o mesmo preso em uma órbita baixa e inútil, O mesmo foi conduzido a uma reentrada controlada e foi naturalmente destruído ao entra na atmosfera da Terra, sobre o Oceano Pacífico. |
| Astra 1KR | Lockheed Martin          | 2 de abril de 2006     | Atlas V               | Ativo                            | O satélite foi lançado para substituir o fracassado Astra 1K |
| Astra 1L  | Lockheed Martin          | 5 de maio de 2007      | Ariane 5 ECA          | Ativo                            | |
| Astra 1M  | Astrium                  | 15 de janeiro de 2008  | Proton-M/Briz-M       | Ativo                            | |
| Astra 1N  | Astrium                  | 6 de agosto de 2011    | Ariane 5 ECA          | Ativo                            | |
| Astra 2A  | Hughes                   | 30 de agosto de 1998   | Proton-K/Blok-DM3     | Ativo                            | |
| Astra 2B  | Astrium                  | 19 de setembro de 2000 | Ariane 5G             | Inativo desde junho de 2021      | |
| Astra 2C  | Hughes                   | 16 de junho de 2001    | Proton-K/Blok-DM3     | Ativo                            | |
| Astra 2D  | Boeing                   | 19 de dezembro de 2000 | Ariane 5G             | Inativo desde janeiro de 2023    | |
| Astra 2E  | EADS Astrium             | 29 de setembro de 2013 | Proton-M/Briz-M       | Ativo                            | |
| Astra 2F  | EADS Astrium             | 28 de setembro de 2012 | Ariane 5 ECA          | Ativo                            | |
| Astra 2G  | Airbus Defence and Space | 27 de dezembro de 2014 | Proton-M/Briz-M       | Ativo                            | |
| Astra 3A  | Boeing                   | 29 de março de 2002    | Ariane 44L            | Inativo desde novembro de 2022   | |
| Astra 3B  | EADS Astrium             | 21 de maio de 2011     | Ariane 5 ECA          | Ativo                            | |
| Astra 4A  | Lockheed Martin          | 17 de novembro de 2007 | Proton-M/Briz-M       | Ativo                            | Também conhecido por Sirius 4 |
| Astra 4B  | Space Systems/Loral      | 9 de julho de 2012     | Proton-M/Briz-M       | Ativo                            | Ex-Sirius 5. Também conhecido por SES-5 |
| Astra 5A  | Aerospatiale             | 12 de novembro de 1997 | Ariane 44L            | Inativo desde 16 janeiro de 2009 | Também conhecido por Sirius 2 e GE-1E |
| Astra 5B  | Airbus Defence and Space | 22 de março de 2014    | Ariane 5 ECA          | Ativo                            | |